# Pierre Cochereau
Pierre Eugène Charles Cochereau (Saint-Mandé, 9 juli 1924 - Lyon, 5 maart 1984) was een Frans organist, improvisator, componist en pedagoog.

## Levensloop

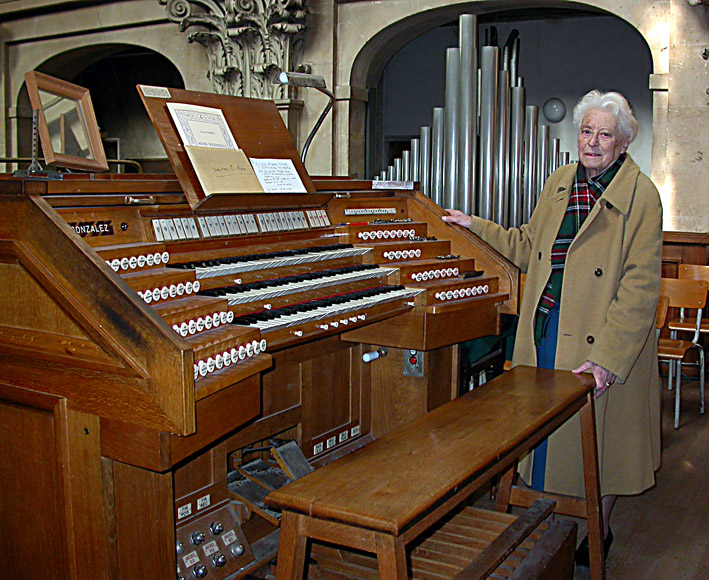
Marie-Louise Girod met het orgel van het Oratorium van het Louvre in maart 2004.

Pierre Cochereau werd geboren op 9 juli 1924 in Saint-Mandé nabij Parijs. In 1929, na een paar maanden vioolles, kreeg hij zijn eerste pianolessen bij Marius-François Gaillard. In 1933 werd zijn pianoleraar Marguerite Long en drie jaar later Paul Pannesay. In 1938 maakte Cochereau kennis met het pijporgel van Marie-Louise Girod (foto), een leerling van Marcel Dupré. Hij zette zijn orgelstudie voort bij André Fleury en Paul Delafosse. Hij volgde de laatstgenoemde op als titulair organist van het orgel van de Église Saint-Roch in Parijs in 1942.
Na een jaar rechtenstudie besloot Cochereau zich te wijden aan een muzikale carrière. Hij ging in 1943 naar het Conservatorium van Parijs. Hij verliet het conservatorium in 1949 met eerste prijzen voor harmonie (klas van Maurice Duruflé, muziekgeschiedenis, fuga en contrapunt (klas van Noël Gallon), samenstelling (klas van Tony Aubin) en orgel (klas van Marcel Dupré).
In september 1948 maakte Cochereau zijn eerste concerttournee naar Hongarije. Een jaar later trouwde hij met Nicole Lacroix, een pianiste en componiste, met wie hij twee kinderen kreeg: Jean-Marc (1949-2011), dirigent en directeur van het conservatorium van Tours, en Marie-Pierre, een professionele harpist.
In 1949, op 26-jarige leeftijd, werd Pierre Cohereau benoemd tot directeur van het Le Mans Conservatorium waar hij bleef tot 1956. In 1955 volgde hij Léonce de Saint-Martin (1886-1954) op als titulair organist van de Notre-Dame van Parijs. In 1956 werd zijn opname van Marcel Dupré's Symfonie-Passion (Op.23) bekroond met de Grand Prix du Disque. Hetzelfde jaar maakte Cochereau zijn eerste van 25 concertreizen naar de Verenigde Staten. In 1961 werd Cochereau directeur van het conservatorium van Nice dat hij verliet in 1979, toen hij directeur werd van het conservatorium van Lyon.
Pierre Cochereau overleed in de nacht van 5 maart 1984 in Lyon aan een hersenbloeding. Hij werd begraven op het Cimetière Belleville in Parijs.

## Werk
Pierre Cochereau had een wereldwijde reputatie als concertorganist, maar vooral als een briljant improvisator. In zijn improvisaties creëerde Cochereau een muzikale taal die bij uitstek persoonlijk en herkenbaar was vanaf de eerste noten. Stilistische invloeden met betrekking tot contrapunt, formele structuur en harmonische taal onderging hij van componisten als Marcel Dupré, Maurice Duruflé, Noël Gallon, Olivier Messiaen en Florent Schmitt.
Als componist liet Cochereau een aantal orgelwerken, kamermuziek en koorcomposities na. Veel van Cochereau's orgelimprovisaties werden uitgeschreven en gepubliceerd.

## Composities

### Orgelmuziek
- Symphonie, 1963.
- Trois Variations sur un thème chromatique, 1963.
- Micro-Sonate en Trio, Op. 11, 1969.
- Variations sur "Ma jeunesse a une fin", op. 16, 1972.

Uitgeschreven improvisaties
- Symphonie improvisée, 1956.
- Symphonie et improvisation, 1963.
- Treize improvisations sur les versets de vêpres, 1963.
- Prélude et Variations sur "Venez, Divin Messie", 1968.
- Sortie sur "Adeste Fideles", 1968.
- Cantem toto la Gloria, 1969.
- Thème et Variations sur "Alouette, gentille alouette", 1970.
- Quinze versets sur "Ave Maris Stella", 1970.
- Variations sur un vieux Noël, 1972.
- Introduction, Choral et Variations sur "O Filii et filiæ", 1973.
- Boléro sur un thème de Charles Racquet voor orgel en slagwerk, 1973.
- Berceuse à la mémoire de Louis Vierne, 1973.
- Variations sur "Frère Jacques", 1973.
- Suite à la française sur des thèmes populaires, 1973.
- Scherzo symphonique, 1974.
- Sortie sur "Venez, Divin Messie", 1974.
- Suite de Danses voor orgel en slagwerk, 1974.
- Sortie sur "Haec Dies", 1975.
- Neuf Pièces improvisées en forme de Suite française, 1977.
- Variations sur un Noël, 1977.
- Une Messe Dominicale, 1977.
- Triptyque symphonique sur deux thèmes, 1977.

Orgel met andere instrumenten
- Concerto voor orgel en orkest in Cis majeur, 1951.

### Koorwerken
- Paraphrase de la Dédicace voor koor, twee orgels, twee koperensembles, en zes pauken, 1963.
- Hymne.

### Kamermuziek
- Liederen
- Pianokwintet